# يوليوس ليندبرغ
يوليوس ليندبرغ (بالفنلندية: Julius Lindberg)‏ هو سياسي فنلندي، ولد في 2 أغسطس 1878، وتوفي في 4 يوليو 1953. حزبياً، نشط في حزب الشعب السويدي. وقد انتخب عضو برلمان فنلندا ‏.